# Військова історія Стародавнього Риму
Військова історія Давнього Риму описує різноманітні битви, починаючи з перших оборонних дій та завоювання Італійського півострова, і закінчуючи останньою боротьбою Західної Римської імперії за своє виживання проти вторгнень варварів після поділу імперії. Ці історичні наративи були створені різними авторами під час існування самої Римської імперії, а також після її занепаду.

## Царський період Стародавнього Риму 753р. до н.е.— 509р. до н. е
Сабіни, разом з латинами та етрусками, були найближчими сусідами Риму, тому збройні конфлікти з ними відбувалися вже з самого початку римської історії. Однією з найвідоміших подій було викрадення сабінянок після вбивства Рема, що спричинило війни з сабінським правителем Титом Тацієм (Сабінська війна) та іншими. За легендою, конфлікт з сабінами завершився мирним угодженням, а частина сабінців була переселена на Квіринал, а сам Тіт Тацій став співправителем Ромула. Цей переказ відображав уявлення римлян про змішаний латинсько-сабінський характер найстарішої римської спільноти. Сучасні дослідники не мають єдиної думки щодо хронології сабінського проникнення до Риму, але багато з них вважають, що це могло статися вже на початку римської історії. Деякі навіть припускають, що Тіт Тацій міг бути реальною історичною особою, на відміну від міфічного Ромула.
Після перемоги Риму над Альба-Лонгою, настала війна за правління Тулла Гостілія. Сабіни, які за словами Тіта Лівія, були чисельно та військово потужнішими, ніж етруски, звернулися до етрусків з проханням про підтримку, але отримали відмову. В Етрурії вдалося зібрати деяку кількість добровольців і найманців. Тулл оголосив війну сабінам і вторгся на їхні землі. У битві у Malitiosa silva римляни завдяки перевазі в кінноті здобули рішучу перемогу.
Як повідомляє Діонісій Галікарнаський, війна тривала два роки. У перший рік сторони зіткнулися у битві, внаслідок чого обидві сторони зазнали значних втрат, але жодна з них не змогла досягти перемоги. У другому році Туллій Гостилій розгромив сабінів. Результат цієї битви впродовж тривалого часу був невизначеним, і римляни здобули перемогу лише після того, як цар сабінів дав обітницю заснувати свята на честь Сатурна та Опса (Сатурналії та Опалії) і збільшити кількість саліїв удвічі. Туллій Гостилій відсвяткував свій третій тріумф, а з сабінами був укладений мир, в результаті якого вони повернули полонених та здобич, а також сплатили контрибуцію.
Тарквіній Гордий також веде воєнні дії проти сабінців. Після успішної перемоги він спрямовує свою армію проти вольсків. Тимчасово два загони сабінських воїнів вторгаються на територію Риму і займають позиції у Фідені. Після повернення з частиною своїх військ, цар використовує хитрість, щоб розгромити сабінців, а ті, що залишилися під Фіденами, самі здаються. Хоча Лівій не згадує про цю війну, проте у Тріумфальних фастах фіксується перемога Тарквінія над сабінцями.

## Римська республіка 509—508р. до н.е.— 27 р. до н. е
Латинські війни. Союз латинських міст, заснований близько 6 століття до н. е., складався приблизно з 30 міст, сіл та племен на Апеннінському півострові. Напруга у союзі, особливо з приводу домінування Риму, призвела до військового конфлікту у 498 році до н. е. Роль в конфлікті зіграв також останній цар Риму Луцій Тарквіній Гордий. Кульмінацією стала Битва біля Регільського озера (509, 496 або 493 роки до н. е.), де римляни перемогли та уклали мир з Лавініумом і Тускулумом.
Новий конфлікт виник близько 495 року до н. е., коли вольскі запропонували латинянам союз проти Рима. Латиняни віддали послів Риму, за що було укладено новий договір. Після Першої Латинської війни Рим став лідером Союзу. У 340 році римляни відмовилися від пропозиції латинських міст створити рівноправну державу, що призвело до війни, яка закінчилася перемогою Риму у 338 році. Римське домінування зміцнилося, а підкорені міста стали муніципіями або колоніями, утворивши провінцію Лаціо.
Самнітські війни почалися після того, як самніти, плем'я в Італії, звернулися до Риму з проханням про створення союзу. У відповідь на це, сенат надав позитивну відповідь самнітським послам, і обидві сторони уклали договір у 354 р. до н. е., хоча джерела не надають деталей щодо умов цього договору. За цим договором самніти були прийняті до числа союзників Риму.
Початок Самнітських війн був спричинений суперечками за контроль над стратегічно важливими територіями в Центральній Італії, зокрема над містом Капуа. Самніти, які були домінантною силою в Апеннінах, втрутилися в конфлікт між римлянами та місцевими італійськими племенами, що призвело до зіткнення з Римом.
Закінчення Самнітських війн стало результатом тривалих та виснажливих битв, після яких Самніти були підкорені Римом. Остання третя війна закінчилася римською перемогою у битві при Сентині у 295 році до н. е. Внаслідок цього, самніти втратили велику частину своєї території, що була анексована Римом, і були змушені визнати римське домінування.
Перша Пунічна війна (264—241 рр. до н. е.) — це війна, яка розпочалася через конфлікт за контроль над Сицилією, який спалахнув між Римом і Карфагеном, двома зростаючими державами Середземномор'я. Вона була переважно морською війною, оскільки Рим, не маючи сильного флоту, швидко збудував велику флотилію і розробив корабельний кран (corvus) для абордажу, що дозволило перевагу в боях проти більш досвідченого карфагенського флоту. Історик Полібій оповідає про це так:
Римляни бачили, що війна затягується, і вперше вирішили побудувати воєнні кораблі: 100 з п'ятьма рядами весел і 20 з трьома рядами. Але це справляло їм багато труднощів, бо ніхто в Італії не будував таких суден, а ремісники зовсім не були обізнані зі способами, як будувати п'ятирядовики. І тут найкраще можна пізнати енергійну і сміливу вдачу римлян. Хоч дотепер вони ніколи не звертали уваги на море, враз, коли про це подумали, так відважно взялися за діло, що, не випробувавши добре ще сил, уже вирішили дати морський бій карфагенцям, що від предків тримали владу на морі.— 
Після низки морських битв та декількох вирішальних перемог, Рим змусив Карфаген підписати мирний договір, за яким Карфаген віддав Сицилію Риму та сплатив великий контрибут.
Друга пунічна війна (218—201 рр. до н. е.) — відома завдяки Ганнібалу, який увійшов в історію завдяки своєму славетному переходу Альп з армією та бойовими слонами. Перед походом до Італії Ганнібал дав армії відпочинок на всю зиму. Серйозну увагу він приділяв обороні Африки і Іспанії. У Африці Ганнібал залишив 13850 піхоти і 1200 вершників, набраних в Іспанії. Ганнібал вторгся в Італію, де протягом близько 15 років він підтримував військову кампанію проти римлян, завдаючи їм низку поразок, серед яких найважливішою була битва при Каннах. Однак, без достатніх підкріплень від Карфагена, Ганнібал зрештою виявився ізольованим. Рим, під командуванням Сціпіона, контратакував, перенісши війну в Африку, де в битві при Замі Ганнібал був розбитий. Війна завершилася, коли Карфаген прийняв умови миру, втративши свої території в Іспанії та плативши велику суму Риму.
Третя Пунічна війна (149—146 рр. до н. е.) — ця війна була значно коротшою і менш конкурентною. Рим, прагнучи раз і назавжди усунути загрозу від Карфагена, що знову зміцнів, вимагав від міста неможливих умов, включаючи зруйнування самого міста і перенесення населення в інші місця. Карфаген спробував чинити опір, але був обложений, виснажений і нарешті розгромлений римлянами. Остаточно римляни підпалили місто в трьох місцях. «Це було страшне видовище. Коли вогонь поширювався і все нищив, жовніри старалися валити доми не поодиноко, а цілими групами. Постав великий гамір, бо з каміннями спадали цілі маси трупів. Деякі люди були ще живі, особливо старики, діти й жінки, що ховалися в закутипах домів. Вояки, вкриті ранами й напівспалені, видавали нелюдські звуки. Інших, що падали з висоти, розбивало і привалювало камінням і балками, що з ними летіли. Жовніри відсували звалища і відкривали собі шлях сокирами й гаками, а до ям кидали разом трупи й живих, тягнули їх і розривали залізним знаряддям. Одні падали головами вділ, так що їхні тіла ще довго рухалися, іншим копита (коней. — Ред.) кіннотників ломили лиця і черепи…»
Македонські війни — це серія конфліктів між Римською республікою та її союзниками проти Македонського королівства, які тривали приблизно з 214 до 148 року до нашої ери. Вони складалися з чотирьох окремих воєн, кожна з яких відзначалася своїми причинами, перебігом та наслідками.
Перша македонська війна (214—205 рр. до н. е.) почалася в контексті Другої Пунічної війни, коли Рим втручався в змагання Македонії з ілірійськими племенами та грецькими полісами. Війна закінчилася без значних територіальних змін.
Друга македонська війна (200—197 рр. до н. е.) розпочалася через зростання впливу македонського короля Філіппа V у Греції, що викликало занепокоєння Риму. Вирішальною битвою стала битва при Кіноскефалах, де римські війська під командуванням Тіта Квінкція Фламініна здобули перемогу. Війна завершилася угодою, яка значно обмежила македонську могутність.
Третя македонська війна (171—168 рр. до н. е.) була викликана спробою Персея, сина Філіппа V, відновити могутність Македонії. Рим відповів масштабним вторгненням, і битва при Підній призвела до капітуляції Персея і поділу Македонії на чотири республіки.
Четверта македонська війна (150—148 рр. до н. е.) спалахнула через невдоволення македонських республік римським контролем. Вона швидко була придушена римлянами, що призвело до ліквідації Македонського королівства та його перетворення на римську провінцію.
Рим також звернув свою увагу на імперію Селевкідів під керівництвом Антіоха III. Антіох III намагався розширити свої території в Малій Азії та Фракії, захоплюючи деякі прибережні міста. Це призвело до конфлікту з Римом, який став захищати свої інтереси в регіоні. Римська армія перемогла селевкідів у битві при Фермопілах і змусила їх відступити з Греції. Потім римляни здобули перемогу в двох морських битвах, а також вирішальну сухопутну битву при Магнезії. Після заключення Апамейського миру, який завершив Антіохійську війну, Рим став провідною державою в Середземноморському басейні.
Союзницька війна (91—87 роки до н. е.), також відома як Війна союзників або Велика Італійська війна, була значним внутрішнім конфліктом в Римській республіці. Війна виникла через напружені відносини між Римом та його італійськими союзниками, званими «соції» (союзники), які вимагали рівних громадянських прав з римлянами.
Основною причиною конфлікту було невдоволення італійських союзників статусом соціїв, які, незважаючи на внесок у римські військові та економічні успіхи, не мали повних громадянських прав. Це обмежувало їхнє право голосу, доступ до землі та інші громадянські привілеї.
Війна розпочалася з відкритого повстання проти Риму після вбивства римського претора Маркуса Лівія Друза, який пропонував реформи на користь союзників. Повстання швидко поширилося по всій Італії. Різні італійські племена, такі як самніти, марси та інші, об'єдналися та утворили власний союз з власною столицею в Корфініумі (сучасний Корфіно), яку перейменували на Італіку.
Війна закінчилася у 87 році до н. е. після серії жорстоких битв та переговорів. Рим, під тиском постійних воєнних поразок і політичної нестабільності, поступово почав надавати громадянські права італійським союзникам. Ключовим моментом стало прийняття законів, які надавали римське громадянство всім італійським союзникам, які не вели війну проти Риму.
Галльська війна, яку вів Юлій Цезар з 58 по 50 рік до н. е., була серією військових кампаній, що відбулися в період його проконсульства у Галлії. Юлій Цезар залишив нам докладні записи про цю війну — «Нотатки про Галльську війну», що дозволяють отримати вичерпну інформацію про події, ключові особи та аналіз від першоособового свідка (самого Цезаря). Ці записи надають детальний опис подій, їх хід та акцентують увагу на важливих діях та особах, що зіграли роль у цій війні.
Цезар ефективно використовував поєднання військової тактики і дипломатії, завоюючи і підкоряючи різні гальські племена. Він поділив і владнав племена, використовуючи політику «розділяй та володарюй». Однією з ключових битв стала облога Алезії, де галльський вождь Верцингеторикс був змушений капітулювати перед римськими військами, що стало вирішальним моментом війни.
Війна закінчилася повним римським підпорядкуванням Галлії. Це значно збільшило ресурси, які могли використовувати римляни, і зміцнило репутацію Цезаря як видатного воєначальника. Також це створило основу для його подальшого політичного впливу, що згодом призвело до його диктатури та переходу Риму від республіки до імперії.
Громадянська війна Юлія Цезаря, яка тривала з 49 по 45 рік до н. е., була однією з вирішальних подій у переході Риму від республіки до імперії. Війна розпочалася через конфлікт між Цезарем, тоді губернатором Галлії, і консервативними елементами римського Сенату на чолі з Помпеєм.
Основна причина конфлікту полягала у зростанні влади і популярності Цезаря після його успіхів у Галльських війнах. Сенат, побоюючись його впливу та могутності, вимагав, щоб Цезар склав командування та повернувся до Риму як приватна особа, що піддавало б його ризику переслідування за його дії під час губернаторства. Цезар, відчуваючи загрозу своїм політичним і особистим інтересам, вирішив діяти рішуче.
Цезар перетнув річку Рубікон, яка була природним кордоном його провінції, в січні 49 року до н. е., що символічно означало початок війни («Перейти Рубікон» зараз означає зробити незворотний крок). Цезар швидко заволодів ключовими містами Італії, змусивши Помпея та багатьох сенаторів втекти до Греції, де вони сподівалися набрати достатньо сил для протистояння.
Вирішальною стала битва при Фарсалі в 48 році до н. е., де армія Цезаря здобула велику перемогу над силами Помпея. Помпей втік до Єгипту, де був убитий. Цезар пішов за ним до Єгипту, де втрутився у місцеві династичні суперечки і став любовним партнером Клеопатри.
Після Єгипту Цезар продовжив кампанії в Азії Меншій, Африці та Іспанії, де він кінцево розгромив останні сили Помпеїстів у битві при Мунді

## Римська імперія 27 р. до н.е. та 395 р н. е
Кантабрійські війни (29-19 рр. до н. е.) були серією військових кампаній, проведених римськими військами під керівництвом імператора Августа та його генералів, з метою підкорення кантабрійських і астурійських племен на півночі Іспанії. Ці війни були одними з останніх великих завоювань, що завершили процес романізації Піренейського півострова. Август прагнув зміцнити свій авторитет і владу, а завершення підкорення Іспанії вважалося важливим для консолідації Римської імперії та стабілізації її західних кордонів. Війни характеризувалися жорстокими боями у важкодоступних гірських районах, де кантабри та астурійці використовували партизанські тактики. Римляни зіткнулися з сильним опором і змушені були адаптувати свої військові стратегії до складних умов місцевості. Завоювання кантабрійських і астурійських територій означало важливий стратегічний успіх для Риму, забезпечивши контроль над всіма регіонами Іспанії. Це також сприяло далі розширенню римської культури, права і економіки по всьому півострову.
Юдейські війни були серією великих конфліктів між юдейським населенням Юдеї та Римською імперією, що кардинально змінили структуру та історію регіону. Перша Юдейська війна, що розгорілася у 66 році н. е., була викликана римським податковим тиском та релігійними розбіжностями. Вона призвела до облоги Єрусалима і знищення Другого Храму у 70 році, що стало катастрофічним ударом для юдейського народу.
Після тривалого мирного періоду, наступне масштабне повстання виникло під керівництвом Симона Бар Кохби у 132 році н. е. через плани Адріана перетворити Єрусалим на римське місто з забороною на проживання юдеїв. Це повстання було більш організованим та широкомасштабним, але закінчилося жорстоким придушенням та масовими репресіями юдейського населення.
Третя Юдейська війна відбулася у 351—352 роках н. е. і була менш відомою та масштабною. Вона також була швидко придушена римськими владами, залишивши небагато історичних свідчень. Ці війни мали тривалі наслідки для юдейської історії, культури та демографії, значно посиливши процеси діаспори та вплинувши на розвиток юдейської ідентичності та спільноти по всьому світу.
Дакійські війни були серією військових конфліктів між Римською імперією під керівництвом імператора Траяна та Дакією, яку очолював король Децебал. Ці війни, що відбулися в період 101—102 та 105—106 років н. е., мали значний вплив на розширення римських територій та на подальший розвиток імперії. Одним із джерелом є Траянова колона, яка відома своїм спіральним барельєфом, який зображає війни між римлянами та даками.
Конфлікт з Дакією, яка розташовувалася на території сучасної Румунії, розпочався через постійні напади дакійців на римські території. Дакія була багата на золото, і це також мотивувало римлян до завоювання регіону.
Траян розпочав першу військову кампанію проти Децебала у 101 році, перетнувши Дунай і вторгнувшись на територію Дакії. Військові дії були складними через гірський ландшафт і сильний опір дакійців. Після кількох битв, у тому числі битви при Тапае, Траян змусив Децебала підписати мирний договір, за яким Дакія стала васалом Риму і зобов'язалася відмовитися від деяких своїх територій.
Децебал порушив умови мирного договору, що призвело Траяна до рішення розпочати другу кампанію у 105 році. Цього разу римляни були краще підготовлені та взяли собі за мету повне підпорядкування Дакії. У 106 році, після облоги столиці Сармізегетузи та самогубства Децебала, Дакія була остаточно завойована і перетворена на римську провінцію.
Маркоманські війни, які тривали приблизно з 166 до 180 року нашої ери, були серією конфліктів між Римською імперією під керівництвом імператора Марка Аврелія та різними германськими племенами, зокрема маркоманами, квадами та іншими. Ці війни мають важливе значення, оскільки вони відбувалися на тлі внутрішніх криз і чуми, яка поширилася по імперії, що істотно ускладнило оборону римських кордонів. Римська армія була поповнена також за рахунок розбійників, що промишляли в горах Далмації і Дардінії. І все це, як згадувалося вище, за умов чуми та кризи внаслідок парфянської кампанії. За словами біографа Марка Аврелія:
Щоб не накладати важкого тягаря на провінціалів, він влаштував на форумі божественного Траяна аукціон палацових речей, де, крім одягу, келихів і золотого посуду, продав статуї великих майстрів— 
Конфлікт виник через тиск, який варварські племена з півночі відчували від інших кочових народів, що спонукало їх до пересування на південь у пошуках нових земель. Римські провінції на Дунаї, багаті ресурсами та відносно слабо захищені, стали привабливими цілями для нападів.
Війни складалися з декількох етапів, під час яких римляни спочатку зазнали поразок, але потім Марк Аврелій організував ефективні контратаки. Імператор особисто командував військами на багатьох ділянках фронту, особливо після початкових невдач. Військові кампанії включали оборонні заходи, такі як будівництво і укріплення прикордонних фортець, та активні наступи в територію ворога.
Готські війни 376—382 років н. е. були значним конфліктом між Римською імперією та готськими племенами, зокрема візиготами. Ці війни почалися після того, як готи, тиснені наступами гунів, попросили дозволу перетнути річку Дунай та оселитися в римських землях. Римська влада дозволила їм це зробити, але через погане поводження римських чиновників і нестачу харчів серед готів виникло повстання.
Ключовою причиною війни стало рішення римського уряду дозволити великій кількості готських біженців перетнути Дунай у 376 році через зовнішній тиск з боку гунів. Готи шукали притулку у Римській імперії, але їхнє присутність швидко призвело до напруженості.
Після низки зловживань з боку римських посадовців готи підняли повстання. Війна досягла свого піку у 378 році, коли готи під командуванням Фрітигерна завдали римлянам великої поразки в битві при Адріанополі, де було вбито імператора Валента. Ця поразка вважається однією з найгірших у римській історії і підірвала здатність імперії контролювати свої кордони.
Конфлікт завершився у 382 році мирним договором, який дозволив готам оселитися на території Римської імперії як федерати (федерати — союзники, які жили на своїх землях, але зобов'язані були захищати імперію від ворогів). Війна з готами стала важливим моментом в історії Західної Римської імперії, оскільки підкреслила її зростаючу вразливість та залежність від варварських груп для оборони своїх кордонів.